# Мельников, Георгий Викторович
Гео́ргий Ви́кторович Ме́льников (10 марта 1975, Одесса, Украинская ССР, СССР) — украинский футболист, игрок в мини-футбол.

## Биография
Воспитанник одесской СДЮШОР «Черноморец». В большом футболе играл на позиции защитника за дубль «Черноморца», успел сыграть один матч за первую команду «моряков» в Кубке Украины.
В 1995 году перешёл в мини-футбол, приняв предложение одесского «Локомотива», параллельно пытаясь проявить себя в большом футболе, выступая в любительских командах Одесской области (в 1992 и 1995 годах — в «Благо» Благоево, в 1997 — в овидиопольском «Днестре»). В составе железнодорожников стал трёхкратным чемпионом Украины и дважды выигрывал Кубок страны. Перейдя в киевский «Интеркас», дважды выиграл национальное первенство и Кубок.
В донецком «Шахтёре» Мельников трижды выиграл чемпионат Украины и один раз — Кубок. Сезон 2008—2009 стал последним в его игровой карьере, а последним профессиональным клубом Георгия стал луганский «Луг. Т. К.».
В составе сборной Украины по мини-футболу Мельников дважды становился серебряным призёром чемпионата Европы по мини-футболу — в 2001 и 2003 году, бронзовым призёром чемпионата мира (в 1996 году) и чемпионом мира среди студентов 1998 года.

## Достижения
- Чемпион Украины (9): 1995/96, 1996/97, 1997/98, 1998/99, 1999/00, 2002/03, 2004/05, 2005/06, 2007/08
- Обладатель Кубка Украины (5): 1997, 1998, 2000, 2001, 2006
- Серебряный призёр Чемпионата Европы (2): 2001, 2003
- Бронзовый призёр Чемпионата мира: 1996
- Чемпион мира среди студентов: 1998
- Обладатель малых бронзовых медалей Турнира Европейских Чемпионов: 1997

## Награды
- Почетный Знак АМФОО